# Eumalacostraca
Eumalacostraca, podrazred viših rakova podijeljen na tri nadreda

## Nadredovi
1. Superorder Eucarida Calman, 1904
2. Superorder Peracarida Calman, 1904
3. Superorder Syncarida Packard, 1885